# Style (serie de televisión)
Style (en hangul, 스타일), conocida también en español como Estilo, es una serie de televisión de Corea del Sur emitida originalmente en 2009 por SBS y protagonizada por Lee Ji-ah, Kim Hye-soo, Ryu Si Won y Lee Yong-woo.
Fue emitida en su país de origen desde el 1 de agosto hasta el 20 de septiembre de 2009, con una longitud de 16 episodios al aire las noches de los días sábados y domingos a las 22:00 (KST). Está basada en la novela de género Chick lit del mismo título, escrita por Baek Young Ok y que narra el funcionamiento dentro de una revista de moda llamada Style (스타일).

## Argumento
Park Ki Ja (Kim Hye-soo) es la perfeccionista editora de la revista Style. Ella es muy segura, terca y egoísta, pero también tiene un fuerte sentido de la moda. En su juventud, Ki Ja soñaba con estudiar en Parsons The New School for Design en la ciudad de Nueva York, pero sus esperanzas fueron aplastados después de la crisis económica de Corea que llevó a su padre a suicidarse.
Poco después de la muerte de su padre, la madre de Ki Ja se fue a vivir a Canadá, pero Ki Ja se quedó en Corea. En un momento en el que no podía dejar a su novio Seo Woo Jin (Ryu Si Won) detrás, él estaba estudiando para ser médico. Pero Woo Jin, finalmente se retiró de la escuela de medicina y se mudó a Nueva York para convertirse en un chef. Desde entonces, Ki Ja trabajo su camino hasta de un asistente humilde de un editor muy respetado.
Mientras tanto, Woo Jin se convirtió en un chef macrobiótico y finalmente regresó a Corea para abrir un restaurante. Su restaurante llamado Mackerel se convirtió en un éxito, sobre todo con las mujeres. Woo Jin es un mujeriego, que tiene buena apariencia y talentos culinarios ejemplares. Posteriormente, se vuelve a rencontrar con Ki Ja de nuevo, como su asistente Lee Seo Jung (Lee Ji Ah).
Lee Seo Jung ha trabajado como asistente de Ki Ja durante más de un año, a pesar de que ha estado a punto de tener más de un ataque de nervios a causa de su exigente jefa. Seo Jung inicialmente esperaba convertirse en una escritora, pero debido a su situación financiera tomó un trabajo a tiempo parcial en la revista Style. Cuando Seo Jung conoce a Woo Jin, ella se enamoró de él, sabiendo que Woo Jin fue el exnovio de Ki Ja, pero ella no pudo controlar sus sentimientos por él.
Por último está Kim Min Joon (Lee Yong-woo) es un fotógrafo de la revista Style que sigue a Ki Ja como un cachorrito perdido debido a sus abrumadores sentimientos por ella.

## Reparto

### Principal
- Lee Ji-ah como Lee Seo Jung.
- Kim Hye-soo como Park Ki Ja.
- Ryu Si Won como Seo Woo Jin.
- Lee Yong-woo como Kim Min-joon.

### Secundario
Trabajadores de Style
- Na Young Hee como Son Myung Hee.
- Choi Gook Hee como Kim Ji Won.
- Shin Jung-geun como So Byung Shik.[4]
- Han Seung Hoon como Kwak Jae Suk.
- Han Jae Ah como Cha Ji Sun.
- Kim Ga-eun como Wang Mi Hye.

Otros
- Park Ji Il como Lee Suk Chang.
- Kim Shi Hyang como Hwang Bo Kam Joo.
- Kim Kyu Jin como Nam Bong Woo.
- Hong Ji Min como Oh Yoo Na.
- Kim In Tae como Son Seung Ho.
- Kim Yong Lim como Presidente
- Park Sol Mi como Choi Ah Young.
- Kim Hyo Seo.
- 2NE1.
- 2PM.

## Recepción

### Audiencia
En Azul la audiencia más baja y en rojo la más alta, correspondientes a las empresas medidoras TNms y AGB Nielsen.
| Ep. #    | Fecha original de emisión | Share        | Share        | Share       | Share       |
| Ep. #    | Fecha original de emisión | TNmS Ratings | TNmS Ratings | AGB Nielsen | AGB Nielsen |
| Ep. #    | Fecha original de emisión | Nacional     | Seúl         | Nacional    | Seúl        |
| -------- | ------------------------- | ------------ | ------------ | ----------- | ----------- |
| 1        | 1 de agosto de 2009       | 17.6 %       | 17.4 %       | 18.0 %      | 19.3 %      |
| 2        | 2 de agosto de 2009       | 17.6 %       | 17.7 %       | 17.9 %      | 18.5 %      |
| 3        | 8 de agosto de 2009       | 19.5 %       | 20.4 %       | 19.2 %      | 20.9 %      |
| 4        | 9 de agosto de 2009       | 19.9 %       | 20.2 %       | 21.1 %      | 22.2 %      |
| 5        | 15 de agosto de 2009      | 16.9 %       | 16.9 %       | 16.6 %      | 16.6 %      |
| 6        | 16 de agosto de 2009      | 19.6 %       | 19.6 %       | 20.8 %      | 21.2 %      |
| 7        | 22 de agosto de 2009      | 17.5 %       | 17.3 %       | 17.8 %      | 17.4 %      |
| 8        | 23 de agosto de 2009      | 18.3 %       | 18.3 %       | 17.8 %      | 18.2 %      |
| 9        | 29 de agosto de 2009      | 17.4 %       | 16.8 %       | 16.7 %      | 16.8 %      |
| 10       | 30 de agosto de 2009      | 17.9 %       | 17.4 %       | 18.9 %      | 20.2 %      |
| 11       | 5 de septiembre de 2009   | 15.8 %       | 15.4 %       | 15.2 %      | 15.7 %      |
| 12       | 6 de septiembre de 2009   | 16.2 %       | 15.9 %       | 15.9 %      | 16.7 %      |
| 13       | 12 de septiembre de 2009  | 13.9 %       | 13.5 %       | 15.5 %      | 15.1 %      |
| 14       | 13 de septiembre de 2009  | 16.6 %       | 16.3 %       | 15.7 %      | 15.6 %      |
| 15       | 19 de septiembre de 2009  | 14.2 %       | 14.3 %       | 14.7 %      | 14.8 %      |
| 16       | 20 de septiembre de 2009  | 15.6 %       | 15.0 %       | 17.0 %      | 17.7 %      |
| Promedio | Promedio                  | 17.2 %       | 17.0 %       | 17.4 %      | 17.9 %      |

## Emisión internacional
- China: CETV y JiangXi TV
- Hong Kong: Entertainment Channel y HKTV.
- Malasia: 8TV.
- Taiwán: CTi.